# Bộ Hán (厂)
Bộ Hán (厂), nghĩa là sườn núi, là một trong 23 bộ thủ được cấu tạo từ 2 nét trong số 214 Bộ thủ Khang Hy.
Trong Khang Hi tự điển, có 129 ký tự (trong tổng số 49.030) được tìm thấy dưới bộ thủ này.

## Chữ dùng bộ Hán (厂)

Giáp cốt văn
Kim văn
Đại triện
Tiểu triện

| Số nét   | Chữ               |
| -------- | ----------------- |
| 2 nét    | 厂                |
| 4 nét    | 厃 厄 厅 历       |
| 5 nét    | 厇 厈 厉          |
| 厊 压 厌 |                   |
| 7 nét    | 厍 厎 厏 厐 厑    |
| 8 nét    | 厒 厓 厔 厕       |
| 9 nét    | 厖 厗 厘 厙 厚 厛 |
| 10 nét   | 厜 厝 厞 原       |
| 11 nét   | 厠 厡 厢 厣 厩    |
| 12 nét   | 厤 厥 厦 厧 厨    |
| 13 nét   | 厪 厫             |
| 14 nét   | 厬 厭 厮 厯 厰    |
| 15 nét   | 厱 厲             |
| 16 nét   | 厴                |
| 30 nét   | 厵                |